# ヤン・ファン・フュヒテンブルフ
ヤン・ファン・フュヒテンブルフ（Jan van Huchtenburg、1647年11月20日 - 1733年7月2日）は、オランダの画家、版画家である。 戦場や騎馬する人物を描いた。版画の出版や画商としても働いた。

## 略歴
ハールレムで生まれた。1656年までには父親を亡くした。兄のヤコブ・ファン・フュヒテンブルフ(Jacob van Huchtenburg: 1639-1675)も画家で、ハールレムの画家、ニコラース・ベルヘムの弟子となっていた。兄は1662年からローマで働き、1667年からはパリで働いた。
ヤン・ファン・フュヒテンブルフはトマス・ウェイク(Thomas Wijck:  1616–1677)の弟子であったと推定されていて、1666年か1667年頃にパリに移った。パリでは初め、王室のゴブラン織の工房でシャルル・ルブランのもとで働き、その後アダム・フランス・ファン・デル・ミューレンのもとで働いた。
1670年にハールレムに戻り、ハールレムの聖ルカ組合の会員になった。 1676年にアムステルダムに移った。オイゲン・フォン・ザヴォイエン（オイゲン公）の注文で、短期間、イタリアに滞在した期間や、1719年から1721年の間、デン・ハーグに滞在した期間を除いてアムステルダムで働いた。アムステルダムでは都市景観画を得意とするヘリット・ベルクヘイデ(1638-1698)と共作も行い 、人物や馬を描いた。おそらく投機のために1683年と1685年に邸を購入したが、数か月後に売却した。
スペイン継承戦争(1701年-1714年）でオーストリア軍の司令官になったオイゲン公から注文を受け、オイゲン公が指揮した北イタリアの戦闘の場面を描くために1709年に戦場跡を旅した。オイゲン公の注文で描いた10点ほどの作品のうちのいくつかは現在、トリノのサバウダ美術館に収蔵されている。
弟子にはディルク・マース(Dirk Maas: 1656-1717)やイザーク・フォーヘルサンク(Izaak Vogelensanck:1688-1753)がいる。

## 作品

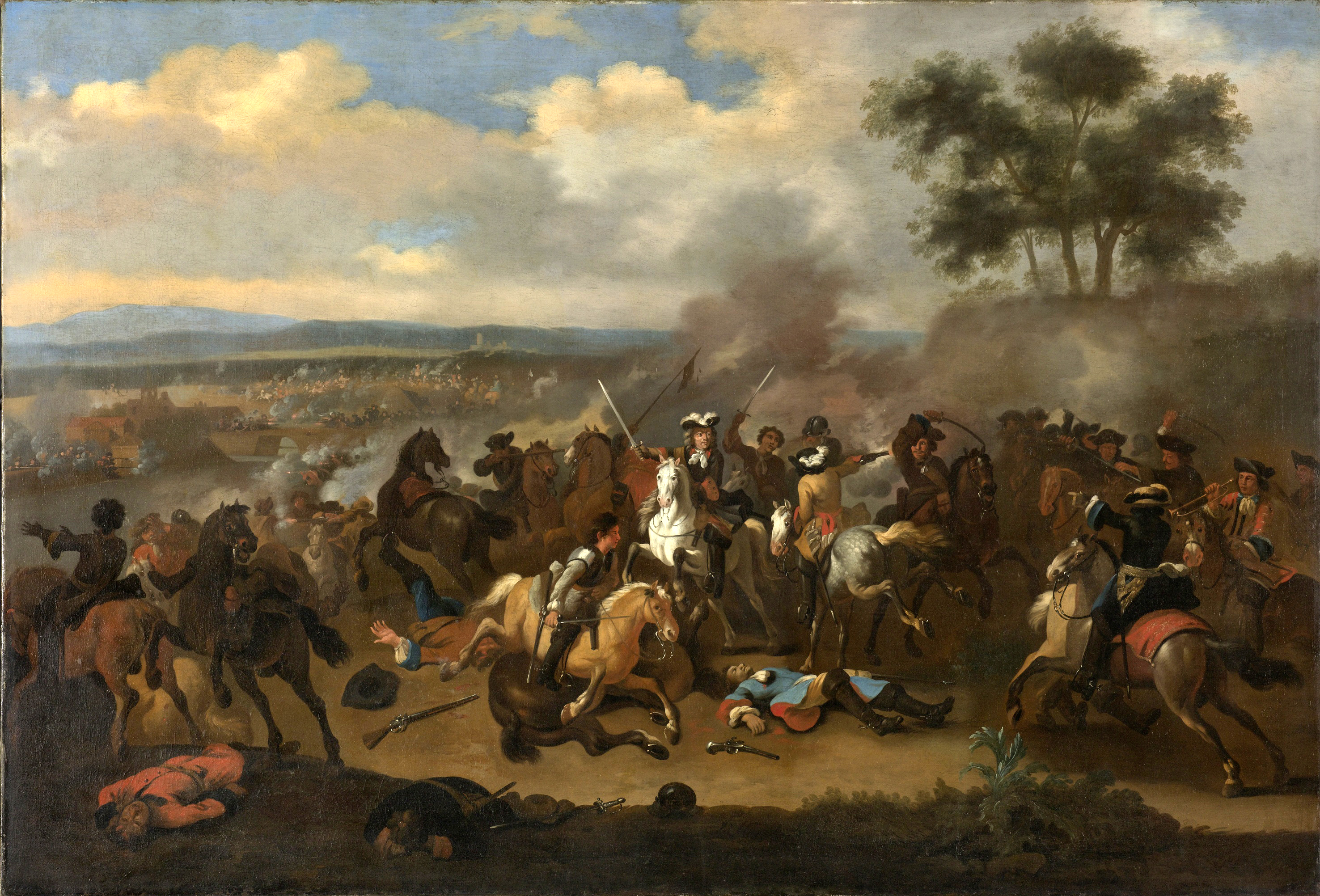
ボイン川の戦いのウィリアム3世とジェームズ2世 アムステルダム国立美術館
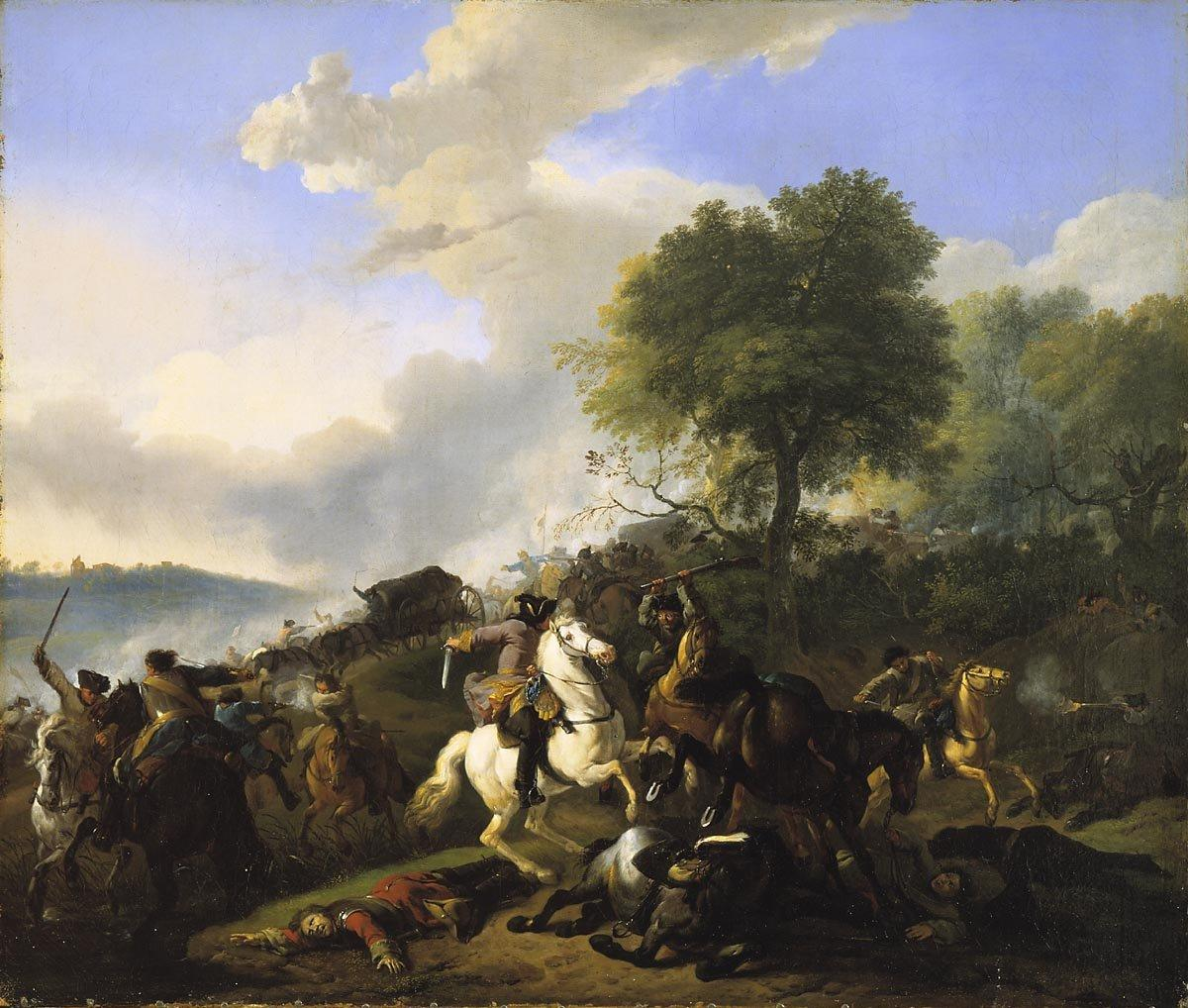
輸送隊への攻撃 アムステルダム国立美術館
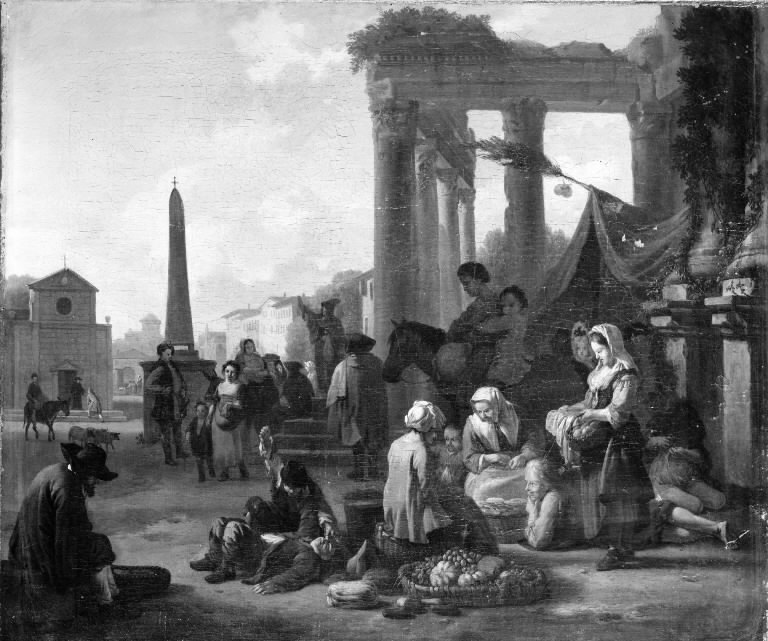
ローマの市場